# Ganomymar
Ganomymar (лат.) — род хальцидоидных наездников из семейства Mymaridae.

## Распространение
Мадагаскар.

## Описание
Микроскопические хальцидоидные наездники. Длина тела около 1 мм. Усики нитевидные. Темя с небольшим углублением в виде ямочки рядом с каждым оцеллием. Лицо без ямки рядом с каждым торлюсом. Мандибулы 3-зубчатые. Радикулус очень короткий, сросшийся с остальной частью скапуса. Переднеспинка цельная; простернум отделен от головы проплеврами, примыкающими друг к другу спереди, а сзади не полностью разделен слабым коротким килем; мезоскутум шире своей длины, с довольно широкими нотаульными бороздками, заканчивающимися спереди небольшими ямками; щитик отделен кзади от френума поперечным рядом мелких ямок, с колокольчатыми сенсиллами ближе к заднему краю, чем к переднему краю, и очень близко друг к другу; френум короткий, 0,2-0,33 × длины щитка; проподеум на заднем крае с парой небольших белых клубочков (сферические структуры неизвестной природы, которые полупрозрачны и, следовательно, не видны на образцах, установленных на предметном стекле) с обеих сторон прикрепления петиоля. Лапки 4-члениковые. Петиоль прикрепляется к задней части стернита брюшка. По числу сегментов антенн наблюдается половой диморфизм: они 9-члениковые у самок (жгутик 6-члениковый) и 13-члениковые у самцов (жгутик 11-члениковый). Четыре перепончатых крыла (задняя пара меньше передней) с полностью редуцированным жилкованием. Брюшко стебельчатое. Биология неизвестна. Предположительно, как и близкие группы, паразитоиды насекомых.

## Систематика
Включает 4 вида. Впервые был выделен в 1972 году (De Santis, 1972) и с тех пор считался редкими и монотипическим таксоном. Ganomymar включён в родовую группу Polynema. Валидный статус рода подтверждён в ходе описания новых видов и ревизии, проведённой в 2021 году российско-американским гименоптерологом Сергеем Владимировичем Тряпицыным (Entomology Research Museum, Department of Entomology, Калифорнийский университет в Риверсайде, Калифорния, США).
- Ganomymar dessarti De Santis, 1972
- Ganomymar caslot Triapitsyn, 2021
- Ganomymar libertatium Triapitsyn, 2021
- Ganomymar zuparkoi Triapitsyn, 2021